# Organización Cónsul
La Organización Cónsul (en alemán: Organisation Consul, O.C.) fue una organización terrorista ultranacionalista, antisemita y anticomunista activa en Alemania de 1920 a 1922. Fue formada por miembros de la Marinebrigade Ehrhardt, una unidad de los Freikorps que se disolvió después de que el Kapp-Putsch no pudo derrocar a la República de Weimar en marzo de 1920. Fue responsable de los asesinatos del Ministro de Finanzas de la República, Matthias Erzberger, el 26 de agosto de 1921, y del Ministro de Asuntos Exteriores germano-judío, Walther Rathenau, el 24 de junio de 1922. En respuesta al asesinato de Rathenau, la Ley para la Protección de la República (Republikschutzgesetz) fue promulgada por el Reichstag, que resultó en la prohibición de la O.C. el 21 de julio de 1922. La O.C. asesinó al menos a 354 personas.

## Orígenes
La O.C. fue creada en 1920 por el capitán Hermann Ehrhardt y algunos de sus seguidores en la Marinebrigade Ehrhardt. Se habían estado escondiendo en Baviera después de la disolución forzada de las organizaciones Freikorps después del Kapp-Putsch de marzo de 1920. Sus combatientes formaron la Asociación de Exoficiales de Ehrhardt, que luego se convirtió en la O.C. Los fundadores utilizaron los contactos de los Freikorps para reclutar miembros en decenas de ciudades y pueblos pequeños en toda Alemania. En algún momento, llegó a tener distritos que abarcan grandes franjas de la nación. Fueron particularmente activos en Berlín, donde se cometieron muchos de sus crímenes. La O.C. Tenía unos 5.000 miembros.

## Objetivos
Un extracto:
Objetivos espirituales:
El cultivo y difusión del pensamiento nacionalista; guerra contra todos los antinacionalistas e internacionalistas; guerra contra los judíos, la socialdemocracia y el radicalismo izquierdista; fomento de la inestabilidad interna para lograr el derrocamiento de la constitución antinacionalista de Weimar…
Objetivos materiales:
La organización de hombres decididos, de mentalidad nacionalista… tropas de choque locales para disolver reuniones de naturaleza antinacionalista; mantenimiento de armas y preservación de la capacidad militar; La educación de los jóvenes en el uso de las armas.
Darse cuenta:
Solo aquellos hombres que tienen determinación, que obedecen incondicionalmente y que están sin escrúpulos… será aceptado… La organización es una organización secreta."

## Víctimas
Al menos 354 personas fueron asesinadas por razones políticas, entre 1919 y 1922. Algunas víctimas notables son las siguientes:
- Hans Paasche - oficial naval retirado, pacifista. Tiroteado frente a sus hijos en su finca en Waldfrieden, 21 de mayo de 1920.[6]
- Matthias Erzberger - político. Asesinado por Heinrich Schultz y Heinrich Tillessen, 26 de agosto de 1921. Erzberger fue atacado porque había firmado el armisticio de 1918.[7]
- Karl Gareis - político en el Partido Socialdemócrata Independiente de Alemania. Asesinado.
- Philipp Scheidemann - Político. Agredido con ácido prúsico en los ojos, pero escapó casi ileso.[8]
- Marie Sandmayr: criada que denunció un alijo de armas ilegal. Asesinada por Schweighart y otros.[9]
- Walther Rathenau - político. Asesinados por Ernst Werner Techow, Erwin Kern y Hermann Fischer. 24 de junio de 1922.[10]

## Consecuencias
Después del asesinato de Rathenau, la O.C. se convirtió en la Bund Wiking. Relacionada con ella estaba la Asociación Deportiva Olympia (Sportverein Olympia).
La Bund Wiking finalmente se relacionó con las SA nazis (soldados de asalto), pero aparentemente para 1923, Hermann Göring escribió que la Bund Wiking había «declarado la guerra contra el partido y las SA». En 1934, Ehrhardt estaba en la lista de personas asesinadas por el partido nazi durante la purga de la Noche de los cuchillos largos, pero escapó y luego fue invitado de nuevo a la Alemania nazi. Los miembros de la O.C. pasaron a servir en las Schutzstaffel nazis y fueron aclamados como «héroes de la resistencia nacional» bajo el régimen nazi.